# Matti Äyräpää
Mathias (Matti) Anselm Äyräpää (till 1876 Europaeus), född 11 april 1852 i Libelits, död 15 oktober 1928 i Helsingfors, var en finländsk läkare och tandläkare.
Äyräpää blev medicine och kirurgie doktor 1891. Han var chef för Helsingfors universitets odontologiska institution 1892–1917 och blev extra ordinarie professor 1904. Han gjorde betydande insatser inom odontologin och utgav en rad inflytelserika vetenskapliga arbeten, speciellt gällande proteslära.
Äyräpää var sedan unga år fennoman och blev 1881 den drivande kraften bakom grundandet av det finskspråkiga läkarsällskapet Duodecim, som sedan 1969 till hans åminnelse utdelar Matti Äyräpää-priset, ett av landets viktigaste medicinska vetenskapspris.

## Utmärkelser
- Riddare av 1. klass av Vasaorden,  1902[3]
- Sankt Annas orden, tredje klass,  1913[3]
- Kommendörstecknet av Finlands Vita Ros’ orden,  1923[3]
- Kommendör av Nordstjärneorden,  1926[4]
- Kommendörstecknet av I klass av Finlands Vita Ros’ orden,  1927[4]
- Kommendör av Dannebrogorden,  1927[4]

[Redigera Wikidata]